# 高山にカンカコカン
「高山にカンカコカン」（たかやまにカンカコカン）は、日本の歌。作詞：あくねはるこ、作曲：中野雅之、編曲：杉原良雄、歌：名古屋少年少女合唱団と日本合唱協会。

## 概要
1969年10月から同年11月までNHKの『みんなのうた』で紹介。お国めぐりシリーズの第4弾で、岐阜県高山市の高山祭をイメージした歌。「カンカコカン」とは、高山祭の一つ「闘鶏楽」の別名で、鶏毛の冠を被った子供たちが鉦を鳴らす時の音に由来する。「高山祭」に関するリンクで判明。
『みんなのうた』の映像中、高山市中心街東部にある中橋の箇所にて当時9歳の清水ミチコ（高山市出身）が映っており、TBSの『テレビ探偵団』（1989年10月1日放送分）にて取り上げられた。